# Jimmy Iovine
James Iovine, detto Jimmy (New York, 11 marzo 1953), è un produttore discografico e imprenditore statunitense, nonché presidente del consiglio di amministrazione della Interscope-Geffen-A&M.

## Biografia
Proveniente da una famiglia originaria di Ischia (NA), inizia la sua carriera a metà degli anni '70 come tecnico del suono per artisti come John Lennon e Bruce Springsteen. A poco a poco riesce a farsi un nome nell'ambiente producendo album per U2, Tom Petty & The Heartbreakers, Stevie Nicks, Simple Minds, Dire Straits e Patti Smith.
Nel 1990 diventa cofondatore della Interscope Records, diventata poco tempo dopo la Interscope Geffen A&M in seguito all'acquisizione della Polygram da parte della Universal Records. Fu allora che Iovine viene nominato co-presidente del consiglio di amministrazione dell'etichetta discografica, per diventarne nel 2001 unico presidente.
Nel 2002 Iovine co-produce il film di Eminem 8 Mile e nel 2004, insieme a Paul Rosenberg, firma un accordo tra la Paramount Pictures e MTV Films per la loro etichetta Interscope/Shady/Aftermath. Il primo film prodotto in seguito a quel contratto è stato Get Rich or Die Tryin, con 50 Cent. Nel gennaio del 2008, Iovine, Dr. Dre e Monster Cable sponsorizzano gli auricolari ad alta prestazione "Beats by Dr. Dre". Iovine è anche produttore esecutivo insieme a LeBron James e Maverick Carter del documentario More Than A Game, che è arrivato nelle sale cinematografiche americane nell'autunno del 2009.

## Vita privata
È stato sposato con la scrittrice ed ex modella Vicki Iovine, autrice di The Girlfriend's Guide to Pregnancy e con cui ha avuto quattro figli.

## Curiosità
- La canzone di Eminem Jimmy Crack Corn, in cui compare anche 50 Cent, è dedicata a Jimmy Iovine.
- Nell'episodio Il brutto anatroccolo della serie televisiva a cartoni animati I Griffin, Iovine fa firmare un contratto alla famiglia (con il nome di The Griffin Family Band) con la Interscope Records.
- Nell'album The Heist di Macklemore & Ryan Lewis la traccia "Jimmy Iovine" è una critica nei confronti del suo modo di fare affari.

## Dischi prodotti
| Artista                       | Album                                    | Anno Uscita |
| ----------------------------- | ---------------------------------------- | ----------- |
| John Lennon                   | Walls and Bridges                        | 1974        |
| Kansas                        | The Classic Albums Collection: 1974–1983 | 1974–1983   |
| Bruce Springsteen             | Born to Run                              | 1975        |
| Bruce Springsteen             | Darkness on the Edge of Town             | 1978        |
| Golden Earring                | Grab It for a Second                     | 1978        |
| Patti Smith                   | Easter                                   | 1978        |
| Tom Petty & The Heartbreakers | Damn the Torpedoes                       | 1979        |
| Bruce Springsteen             | The River                                | 1980        |
| Dire Straits                  | Making Movies                            | 1980        |
| Graham Parker and the Rumour  | The Up Escalator                         | 1980        |
| Stevie Nicks                  | Bella Donna                              | 1981        |
| U2                            | Under a Blood Red Sky                    | 1983        |
| Simple Minds                  | Once Upon A Time                         | 1985        |
| Pretenders                    | Get Close                                | 1986        |
| Various                       | A Very Special Christmas                 | 1987        |
| U2                            | Rattle and Hum                           | 1988        |
| Gwen Stefani                  | Love. Angel. Music. Baby                 | 2004        |
| Lady Gaga                     | Born This Way: The Collection            | 2011        |
| Iggy Azalea                   | The New Classic                          | 2014        |